# ناتالیا وربکه
ناتالیا وربکه (اسپانیایی: Natalia Verbeke‎؛ زادهٔ ۲۳ فوریهٔ ۱۹۷۵) بازیگر اهل اسپانیا است.
از فیلم‌ها و مجموعه‌های تلویزیونی‌ای که وی در آن نقش داشته است، می‌توان به خانواده سرانو، روش، جنبه دیگر همبستر شدن و پسر عروس اشاره کرد.